# تينا نونالي
تينا نونالي (بالإنجليزية: Tiina Nunnally)‏ (7 أغسطس 1952، شيكاغو في الولايات المتحدة)؛ مترجمة وروائية أمريكية. درست في جامعة ويسكونسن-ماديسون.